# Conioscinella grisella
Conioscinella grisella är en tvåvingeart som beskrevs av Malloch 1940. Conioscinella grisella ingår i släktet Conioscinella och familjen fritflugor. Inga underarter finns listade i Catalogue of Life.